# 切斯特縣 (南卡羅萊納州)
切斯特縣（英語：Chester County）是美國南卡羅萊納州北部的一個縣。面積1,457平方公里。根据美國2000年人口普查，共有人口34,068人 （2005年人口33,228人）。縣治切斯特（Chester）。
成立於1785年3月12日。縣名來自賓夕法尼亞州同名的縣。